# 青島もうじき
青島 もうじき（あおじま もうじき）は、日本のSF作家。

## 経歴・人物
2021年、アンソロジー版『異常論文』の公募枠に、投稿作「空間把握能力の欠如による次元拡張レウム語の再解釈およびその完全な言語的対称性」が入選し、同アンソロジーの収録作となった。
2023年12月から日本SF作家クラブ会員。

## 作品リスト

### 単行本
- 『私は命の縷々々々々々』（星海社FICTIONS、2023年9月）ISBN 978-4-06-531616-0

### アンソロジー収録作品
「」内が青島の作品
- 『異常論文』樋口恭介編（ハヤカワ文庫JA、2021年10月） 「空間把握能力の欠如による次元拡張レウム語の再解釈およびその完全な言語的対称性」
- 『零合 百合総合文芸誌』（零合舎、2023年2月） 「ドロステの渚にて」
- 『大阪SFアンソロジー OSAKA2045』（Kaguya Books、2023年8月） 「アリビーナに曰く」
- 『野球SF傑作選 ベストナイン2024』（Kaguya Books、2024年5月） 「of the Basin Ball」

### 電子書籍
- 『破壊された遊園地のエスキース』（anon press、2023年3月）

### 雑誌掲載作品
小説
- 「ヴェイパー・プリンセス」 - 『小説すばる』2023年12月号
- 「うたうきかい」 - 『スピン / spin』第9号（2024年9月）

エッセイなど
- 「『エアにに』言葉のオブジェクティビティ : テクスチャの豹と歌詞空間の庭を作る」 - 『ユリイカ』2023年12月号
- 「いよわの惑星 : 合成音声の化石化はいかにして(不)可能となるか」 - 『ユリイカ』2024年10月号